# Nathan der Weise (1922)
Nathan der Weise ist eine deutsche Literaturverfilmung in sechs Akten von Manfred Noa aus dem Jahr 1922. Es ist die bisher einzige Kinoproduktion des Stücks Nathan der Weise von Gotthold Ephraim Lessing. Die TV-Erstausstrahlung des lange Zeit als verschollen geltenden Stummfilms erfolgte am 1. Juni 2010 auf dem Sender arte.

## Handlung

### Vorspiel
Assad von Filneck, der Bruder des Sultans Saladin, ist vom islamischen Glauben abgefallen und kämpft derzeit als Tempelritter im Heiligen Krieg gegen die Männer Saladins. Sein Sohn Leu von Filneck befindet sich in der Obhut des Herzogs Konrad von Schwaben. Als Assads Frau kurz nach der Geburt der Tochter stirbt, gibt Assad Anweisung, dass sein Sohn unter dem Namen Curd von Stauffen beim Herzog von Schwaben aufwachsen soll. Er stellt sich anschließend lebensmüde unbewaffnet den Männern Saladins entgegen und wird getötet. Ein Tempelritter rettet auf seinen letzten Ausruf hin seine kleine Tochter, die nach Assads Testament nach der Taufe den Namen Blanda erhalten soll, und flieht mit ihr vor den Feinden. Die wiederum wissen, dass Assad zwei Kinder hatte, haben sie doch eine kleine Andenkenplatte mit beiden Namen der Kinder gefunden. Saladin lässt nun nach den Kindern seines Bruders suchen.
Ein kleines Dorf wird derweil von Plünderern und Wegelagerern heimgesucht, die sich mit Waffen und Rüstungen der Tempelritter ausgestattet haben. Sie misshandeln den Juden Nathan, der einen Jungen vor der Meute retten will und daher aus der Synagoge des Dorfs gekommen ist, und zünden das Gotteshaus an. In den Flammen sterben Nathans Frau und seine sieben Kinder. Er bejammert ihren Tod bereits mehrere Tage lang, als der Tempelritter mit dem Baby ins Dorf geritten kommt und das Mädchen in seine Arme legt. Nathan dankt Gott für seine Güte.

### 1. Akt
Jahre später ist aus dem Baby eine junge Frau geworden, die Nathan für ihren Vater hält. Der hat ihr den Namen Recha gegeben. Erzogen wird sie von einer Christin. Die Familie lebt in Jerusalem. Da ist derweil der Religionskrieg angekommen und nach langer Belagerung wird die Stadt von der Armee Saladins eingenommen. Alle Kreuzritter werden zum Tode verurteilt, alle anderen Christen müssen sich freikaufen und werden, wenn sie das Geld nicht besitzen, versklavt. Als die versklavten Menschen an Nathans Haus vorbeiziehen, kauft er auf Rechas Bitte hin alle frei.
Kurz vor seiner Hinrichtung begehrt der Tempelritter Curd von Stauffen auf, will er doch wie ein Mann sterben und nicht in Fesseln mit verbundenen Augen. Saladin lässt sich den ungewöhnlichen Mann vorführen und gibt ihn frei – später wird deutlich, dass sein Aussehen ihn an seinen Bruder Assad erinnerte. Alle anderen Tempelritter werden ins Gefängnis geworfen, jedoch nicht getötet. Kurze Zeit später rettet Curd Recha aus ihrem brennenden Haus. Nathan ist zu dieser Zeit unterwegs.

### 2. Akt
Nathan kehrt heim, erfährt von den Vorkommnissen und sieht, dass Recha für den unbekannten Retter schwärmt. Er veranstaltet ein Fest, zu dem er alle Armen einlädt, und hofft, auch den Unbekannten zu treffen. Der jedoch weigert sich, mit Juden zu feiern. Erst Nathans persönliche Bitte bei ihm lässt ihn erkennen, dass sein Verhalten falsch war. Nathans Fest jedoch kommt dem Sultan zu Ohren, der ihn für einen reichen Mann hält. Er lässt Nathan zu sich holen, auf dass er ihm die Kassen fülle.

### 3. Akt
Nathan wird verhaftet und in den Palast des Sultans geführt. Auf die Frage Saladins, welche der drei Religionen denn die wahre sei, erzählt Nathan ihm die Ringparabel. Unterdessen haben sich vor dem Palast die Armen versammelt, die die Freigabe Nathans fordern. Sie schenken Saladins Schwester Sittah einen Ring als Ablöse. Der Sultan, von Nathans Geschichte bekehrt, behält den Ring, um stets an die nötige Weisheit des Herrschers erinnert zu werden.

### 4. Akt
Kurz bevor der freigesprochene Nathan den Palast verlässt, bittet er Saladin, all sein Geld bei ihm in Verwahrung geben zu dürfen. Unter anderem begründet er es damit, dass er ihm Dank für die Freisprechung des Tempelritters aussprechen will. Saladin zeigt Nathan die Andenkenplatte mit dem Namen der beiden Kinder und sagt, Curd habe ihn an Assad erinnert. Nathan wiederum erkennt im Namen der Tochter seine Recha – diese trug als Baby ein Kreuz mit dem Namen „Blanda von Filneck“ um ihren Hals.
Als Curd von Stauffen bei Nathan erscheint und ihn um die Hand von Recha bittet, stimmt Nathan dem nicht zu, kann jedoch den Grund nicht nennen. Curd vermutet religiöse Gründe und wendet sich voll Verachtung von ihm ab. Die Erzieherin Rechas eröffnet Curd, dass Recha nur adoptiert wurde und in Wirklichkeit Christin ist. Curd rächt sich an Nathan, indem er ihn beim Patriarchen von Jerusalem anzeigt, da er eine Christin mit Zwang zum jüdischen Glauben bekehrt habe. Nach Beschluss des Patriarchen soll Nathan verhaftet werden und Saladin – der Curd eröffnet, dass Nathan sein gesamtes Vermögen aus Dank für dessen Rettung ihm übereignet hat – beschließt, dass Curd selbst die Verhaftung Nathans vornehmen soll. Nun tief beschämt lässt er Nathan verhaften. Im Gefängnis jedoch vergibt Nathan ihm.

### 5. Akt
Der Patriarch spricht das Urteil über Nathan: Er soll verbrannt werden und Recha als Nonne in ein Kloster gehen. Curd ist entsetzt. Von einem Klosterbruder erfährt er, dass er in Wirklichkeit den Namen Leu trägt, und meldet sich als dieser beim Sultan an. Der erkennt seinen Neffen, der jedoch nichts von der Verbindung zum Sultan ahnt. Als Curd um das Leben Nathans bittet, lässt Saladin ihn zu den restlichen Tempelrittern ins Gefängnis sperren. Auch Recha, die wegen Nathan zu ihm kommt, erkennt Saladin als seine Nichte. Sie darf wie gewünscht zu Nathan in die Zelle.
Als der Patriarch von Saladin die Unterzeichnung des Urteils gegen Recha und Nathan fordert, erklärt Saladin, am nächsten Tag öffentlich das Urteil verkünden zu wollen.

### 6. Akt
Der Tag der Urteilsverkündung ist da: Da der Patriarch vermutet, dass Saladin ihm sein Recht zur Verurteilung von Verbrechern gegen das Christentum streitig machen wird, lässt er die Tempelritter zum Kampf versammeln. Ein neuer Krieg droht.
Saladin eröffnet Nathan bei der Urteilsverkündung, dass Krieg ausbrechen wird, wenn er ihn nicht, wie vom Patriarchen gewünscht, verurteilt. Nathan erklärt daraufhin, lieber würde er sterben, als dass Blut von Vielen fließen müsse. Nun erst löst Saladin alles auf: Recha ist keine Christin, da sie nie getauft wurde. Sie und Curd sind Geschwister und die Kinder seines Bruders. Nathan ist daher kein Angeklagter mehr, da das Urteil des Patriarchen nun jeder Grundlage entbehrt. Saladin wiederum gestattet den Christen ewigen Zugang zum Grab des Heiland und verhindert damit zukünftige Religionskriege.

## Produktion

Plakat zur Uraufführung des Films 1922

Nathan der Weise entstand als Großprojekt von Erich Wagowskis Bavaria-Filmkunst, die zum Konzern Münchner Lichtspielkunst (M.L.K., auch Emelka) gehörte. Im Gegensatz zum demokratischen Berlin, wo zu Beginn der 1920er-Jahre zahlreiche Ufa-Filme entstanden, hatte sich in München nach Niederschlagung der Räterepublik die politische Lage verschärft – die antisemitische Stimmung bekamen nicht zuletzt jüdische Kulturschaffende wie Wagowski und seine Regieentdeckung Manfred Noa zu spüren. Es ist jedoch nicht bekannt, inwieweit die Verfilmung von Lessings Nathan der Weise als Reaktion Wagowskis und Noas auf die antisemitischen Angriffe gewertet werden kann.
Die Dreharbeiten waren im September 1922 so weit beendet, dass der Film der Filmprüfstelle München vorgelegt werden konnte. Diese sprach sich gegen eine Zulassung des Films aus:

„Der Inhalt des Filmes [ist]: Der Jude ist alles, die anderen, ob Christ oder Türke sind nichts. […] Der Film wird […] Meinung und Gegenmeinung sofort im Kino herausfordern: dadurch wird es aller Wahrscheinlichkeit nach zu erregten Auseinandersetzungen und erfahrungsgemäß auch zu Tätlichkeiten kommen, so dass der Bildstreifen außerordentlich geeignet erscheint, die öffentliche Ordnung und Sicherheit zu gefährden.“

Die Kammer II der Filmprüfstelle München gab den Film jedoch mit dem Hinweis frei, dass antisemitische Ausfälle beim Sehen des Films nicht auf den Film selbst, sondern auf „die falsche Einstellung der Leute“ zurückzuführen seien – ein Verbot des Filmes würde im Umkehrschluss auch nicht dem Antisemitismus entgegenwirken. Bereits im November 1922 versuchten Rechtsradikale, das Filmnegativ zu vernichten, doch wurde dies vereitelt.
Die Uraufführung von Nathan der Weise fand am 29. Dezember 1922 im Berliner Alhambra im Rahmen einer Veranstaltung zugunsten der Wohlfahrtseinrichtungen des freien deutschen Schrifttums statt. Die Kritik bewertete den Film positiv. In München sollte Nathan der Weise am 9. Februar 1923 in den Regina-Lichtspielen erstaufgeführt werden. Obwohl wohlweislich keinerlei Reklame gemacht wurde, um Übergriffe auf die Spielstätte zu verhindern, wurde dem Kinobetreiber am Tag der Erstaufführung angedroht, die Regina-Lichtspiele im Falle einer Aufführung des Films am folgenden Tag zu demolieren. Nachdem sich der Betreiber des Kinos ratsuchend an die Bavaria-Film gewandt hatte, fasste deren Direktor Hoppe einen waghalsigen Entschluss:

„Im Bewußtsein der Gefahr und auch, woher sie zu erwarten sei, wurde beschlossen, sich mit dem Parteiführer Hitler direkt in Verbindung zu setzen. An Stelle Hitlers empfing sein Vertreter […] Esser die Herren. Herr Direktor Hoppe erklärte sich bereit, eine Sondervorführung des Films für Herrn Esser zu veranstalten, damit er persönlich die Überzeugung gewinnen möge, daß dieser Film frei von jeglicher ihm zugemuteter Tendenz sei. […] Nach der Vorführung gab Esser seiner Meinung Ausdruck, der Film sei ein Propagandafilm, und beharrte darauf, trotz versuchter Widerlegungen des Direktors Hoppe.“

Am folgenden Tag hetzte Esser im Völkischen Beobachter gegen den Film, der ein „von verlogener und geheuchelter Humanität triefendes, echt jüdisches Machwerk“ sei. Bereits nach 48 Stunden wurde Nathan der Weise in München wieder aus dem Programm genommen und in der Folge auch von keinem anderen Münchner Kino gespielt. Erst 1930 ist eine Vorführung von Nathan der Weise in München nachweisbar. In Warschau wurde der Film 1923 aus politischen Gründen von der Zensur verboten; in Österreich wurde von der Zensur ein Schulverbot ausgesprochen und der Film unter dem „unverfänglichen“ Titel Die Träne Gottes gezeigt.
Regisseur Noa wurde 1924 von der Gloria-Film angeworben und verstarb bereits 1930 im Alter von 37 Jahren. Wagowski beging 1927 aufgrund finanzieller Probleme mit seiner Firma Ewe-Film Selbstmord.
Nathan der Weise, der nach 1933 keine Aufführung mehr erlebte, galt lange Zeit als verschollen. Erst 1996 wurde im Moskauer Gosfilmofond eine vollständige Schwarzweißkopie des Films entdeckt, die dort unter dem Titel Die Erstürmung Jerusalems gelagert war. Die Kopie erlebte mit korrigiertem Haupttitel und Akttiteln 1997 ihre öffentliche Neuaufführung. Im Jahr 2006 wurde Nathan der Weise in viragierter Fassung in der Edition Filmmuseum auf DVD veröffentlicht.
Die öffentliche Weltpremiere des restaurierten Stummfilms fand am 24. Oktober 2009 in der Philharmonie im Gasteig München mit Live-Musik des deutsch-libanesischen Komponisten Rabih Abou-Khalil statt. Anschließend ging das Projekt auf eine Filmtour im In- und Ausland. Auch die Fernsehfassung des Films ist mit der Musik Abou-Khalils unterlegt. Neben Symphonieorchester und einem Streichertrio sind an der Filmmusik auch Michel Godard, Jarrod Cagwin und Rabih Abou-Khalil selbst als Solisten beteiligt.

## Kritik
Von der zeitgenössischen Kritik wurde Nathan der Weise bereits vor Fertigstellung als „einer der schönsten Schlager 1922/23“ angesehen und selbst vom Völkischen Beobachter als „geschickt aufgemachter, technisch zweifellos hervorragender“ Film gelobt. Nachdem der Film der Münchner Presse vorgeführt worden war, blieb der Tenor überwiegend positiv.
Nach dem frühen Tod Manfred Noas geriet auch Nathan der Weise bald in Vergessenheit. Vor allem vor dem Hintergrund des expressionistischen Films galt Noa schließlich Filmkritikerin Lotte Eisner nur noch als mittelmäßiger Regisseur. Erst seit den 1990er-Jahren wird Regisseur Noa und dem Film Nathan der Weise wieder mehr Aufmerksamkeit zuteil.
Das Lexikon des internationalen Films konstatierte: „Der bildgewaltige, eindrucksvoll inszenierte und faszinierend gespielte Ausstattungsfilm, dessen Titelcharakter durch seine Weitsicht die verschiedenen Glaubensrichtungen zum versöhnlichen Einlenken bringt, ist das Musterbeispiel eines politisch mutwillig missverstandenen Werks.“